# トマス・ウィールクス
トマス・ウィールクス（Thomas Weelkes, 1576年10月25日洗礼 - 1623年12月1日）は、イングランドの作曲家、オルガニスト。1598年にウィンチェスター・カレッジのオルガニストになり、その後チチェスター大聖堂に移る。作品は主に、マドリガル、イングランド国教会で歌われるアンセムやサーヴィスなどの声楽曲である。

## 生涯
トマス・ウィールクスが洗礼を受けたのはサセックスのエルステッドの小さな村の教会だった。父親はエルステッドの教会主管者ジョン・ウィークだったと思われるが、その証拠となる文献は存在していない。ウィールクスの最初のマドリガル集が出版されたのは1597年のことで、序文には、これが書かれた時、作者はとても若かったと記されている。このことから、彼が生まれたのはどうやら1570年代の中頃だったと推定できる。廷臣エドワード・ダーシーの家に仕えていたが、1598年の終わり頃、おそらくウィールクス22歳の時、ウィンチェスター・カレッジのオルガニストに任命された。そこで彼は2、3年勤めた。給料は3か月で13シリング4ペンスで、食費と家賃も報酬に含まれていた。
ウィンチェスターにいた間、ウィールクスはさらに2冊のマドリガル集を出版した（1598年、1600年）。1602年には、オックスフォード・ニュー・カレッジからB. Mus.学士号を得た。1601年10月から1602年10月の間のどこかで、大聖堂のオルガニスト兼informator choristarum（合唱指導者）の職に就くために、チチェスターに移った。さらに教区書記も兼ね、食費、家賃、生活費と年15ポンド2シリング4ペンスの報酬だった。その翌年、地元の裕福な家の娘だったエリザベス・サンダムと結婚し、3人の子供を得た。結婚の時、エリザベスは既に妊娠していたとの噂だった。
ウィールクスの4冊目にして最後のマドリガル集が出版されたのは1608年で、彼は表紙に自分のことを王家礼拝堂のジェントルマンだと書いた。しかし、王家礼拝堂の記録には彼のことはいっさい書かれていない。彼は最高でもGentleman Extraordinary（臨時のジェントルマン）、つまり、ジェントルマンになることを乞い求めていた一人でしかなかった。
ウィールクスは、自分の深酒と節度のないふるまいが、チチェスター大聖堂の権威を傷つけていることになかなか気付かなかった。彼が飲酒をしていたという記述は1613年まで無いが、1609年に休職を命じられたことから、その頃から彼の生活は荒んでいたのだろうとウィールクスの研究家のJ・シェパードは推理している。1616年には、彼がそのことで注意を受け、粗野な大酒飲みとして悪名高いばかりか、その毒舌で神を冒涜しているという悪評まで立っているという報告が主教の元に届けられた。参事会長と管区は、彼が酒を飲んでオルガンを弾き、礼拝の最中に悪言を吐いたという理由で彼を解雇した。しかし、後に彼は復職し、死ぬまでその地位にいた。もっとも彼のふるまいが向上したわけではなかった。1619年、再び主教に次のような報告がなされた。
1622年に妻エリザベスが亡くなった。この時には、既にウィールクスはチチェスター大聖堂に復職していたはずだが、かなりの時間をロンドンで潰していたようだ。1623年、ロンドンの友人宅で、彼は死に、12月1日にフリート街のセント・ブライド教会に埋葬された。亡くなる前にセント・ブライド行政区にあった友人のヘンリー・ドリンクウォーター宅で作られたウィールクスの遺言状により、彼の遺産は、50シリングを飲食費・家賃としてドリンクウォーターに遺贈、残りは3人の子供たちに分配された。
チチェスター大聖堂の石碑には、以下のような銘が刻まれている。

## 音楽
トマス・ウィールクスは声楽曲、とくにマドリガル、教会音楽の作曲家として知られている。ウィールクスは聖公会の典礼、中でも晩祷式のための聖歌を、他のどんな曲よりも多く書いた。彼のアンセムの多くはヴァース・アンセムで、それはチチェスター大聖堂の小編成の合唱隊に適していた。
ウィールクスは20代半ばの頃、1602年に亡くなったマドリガル作曲家トマス・モーリーと友人だった（ウィールクスは『我が友トマス・モーリーの思い出』と名付けられたマドリガル形式のアンセムの中で、死んだモーリーを讃えた）。彼自身のマドリガルはというと、とても半音階的で、変化に富む有機的な対位法と型にはまらない自由なリズムを使用している。
ウィールクスが書いた器楽曲はほんの数曲しかなく、また演奏されることもほとんどない。彼のコンソート音楽はどれもトーンが陰鬱で、ほとんどの曲が陽気なマドリガル作品と好対照をなしている。